# Keravnós Strovólou (basket-ball masculin)
Le Keravnós Strovólou (en grec moderne : Κεραυνός Στροβόλου - Foudre de Stróvolos), est un club chypriote de basket-ball de première division appartenant au club monisports (el), du même nom, basé dans la ville de Stróvolos. 

## Historique
La section masculine du club omnisport du Keravós Strovólou a été fondée en 1964. En 1966, l'équipe devient membre fondateur de la Fédération chypriote. L'équipe décroche son premier trophée majeur en 1989 en gagnant à la fois le championant et la coupe (en), un exploit qu'elle répète en 1997. Entre 1997 et 1999, puis de nouveau entre 2005 et 2007, l'équipe a remporté trois coupes consécutives. Entre 1989 et 2012, le club a réussi à conserver son statut d'invincibilité dans chaque finale de coupe à laquelle il a participé. De nombreux membres de l'équipe ont été choisis pour représenter la sélection nationale de Chypre, y compris Simon Michail (en), un joueur clé et capitaine de l'équipe.
Parcours européen
Le club a joué ses premiers matchs en Coupe d'Europe en 1982 contre le KK Zadar. Mais ce n'est que lors de la saison 1997-1998 que l'équipe a atteint le second tour d'une Coupe européenne, passant les phases de groupes de la Coupe Saporta après avoir éliminé des équipes comme le KK Železnik et Paniónos. Au second tour, le club était opposé au Žalgiris, qui s'imposait dans une des deux manches, mais s'inclinait face au futur champion de la compétition. Keravnós répète ce résultat la saison suivante. Lors de la Coupe Saporta 2000-2001, le club atteint les quarts de finale après avoir éliminé Benja Luka et après avoir remporté des victoires contre l'Étoile Rouge de Belgrade et le Racing Paris en phase de poules notamment. En FIBA Europe Cup et 2005, le club termine troisième de la conférence sud de la FIBA Europe Cup avant d'atteindre la finale de l'EurCup Challenge 2007.

## Palmarès
| National Championnat de Chypre (9) : - Champion : 1989, 1997, 2000, 2001, 2008, 2017, 2019, 2022, 2024 - Vice-champion : 1982, 1983, 1984, 1996, 1998, 2002, 2003, 2004, 2009, 2012, 2018, 2020, 2023 Coupe de Chypre (en) (13) : - Vainqueur : 1989, 1997, 1998, 1999, 2005, 2006, 2007, 2010, 2012, 2019, 2022, 2024, 2025 - Finaliste : 1987, 1988, 2013, 2017, 2021 Supercoupe de Chypre (en) (7) : - Vaiqneur : 1998, 1999, 2012, 2020, 2021, 2022, 2023 | International EuroCup Challenge : - Finaliste : 2007 |

## Entraîneurs successifs
- 2015-2021 :  Christóphoros Livadiótis
- 2022-2025 :  Michaíl Kakioúzis
- 2025-0000 :  Ioánnis Damalís